# Cacatoès soufré
 (février 2017).
Cacatua sulphurea
Espèce
Statut de conservation UICN

 CR A2cd+3cd+4cd : 
En danger critique
Statut CITES
Le Cacatoès soufré (Cacatua sulphurea), également connu sous le nom de petit cacatoès à huppe jaune, est une espèce d'oiseaux de l'ordre des Psittaciformes et de la famille des Cacatuidae.

## Description
C'est un perroquet de taille moyenne (33 à 35 cm de long du bec à la queue pour une masse de 300 à 400 g selon les sous-espèces) tout blanc avec un cercle de peau nue, bleue, autour des yeux, des pattes grises, un bec noir et une huppe jaune ou orange.
Le mâle et la femelle sont presque semblables puisqu'ils ne diffèrent que par la couleur des yeux : sombres chez le mâle et rougeâtres chez la femelle. Ils sont grisâtres chez l'immature.

## Répartition et habitat
Il habite les bois et les champs du Timor oriental et les îles indonésiennes de Bali, Timor, Célèbes et les petites îles de la Sonde.
Il en existe aussi une colonie à Hong Kong qui semble s'être formée à partir d'oiseaux échappés de volières

## Alimentation
Il se nourrit essentiellement de graines, de bourgeons, de fruits, de noix et d'herbes.

## Reproduction
La femelle pond deux ou trois œufs dans le creux d'un arbre. Les deux parents couvent les œufs pendant 27 ou 28 jours puis élèvent les petits qui demeurent 10 à 12 semaines au nid.

## Sous-espèces
Cet oiseau est représenté par quatre sous-espèces :
- sulphurea avec une huppe jaune et une masse de 300 à 350 g ;
- abotti ;
- citrinocristata avec une huppe orange et une masse de 350 à 400 g, représenté par deux formes à ventre clair et à ventre miel, peuplant l'île de Sumba mais introduit à Singapour et Hong Kong ;
- parvula avec une tache auriculaire jaune moins marquée et un bec plus fin que la sous-espèce nominale.

## Captivité
Lors de la reproduction, il faut les mettre dans une grande volière car s'ils sont dans un petit endroit le mâle peut prendre la femelle comme adversaire donc risque la mort de la femelle.